# Vilim Galjer
Vilim Galjer – Šišo (Prugovac, kraj Đurđevca, 11. siječnja 1911. – Šturlić, kraj Slunja, 15. svibnja 1942.) bio je poštanski službenik, sudionik Narodnooslobodilačke borbe i narodni heroj Jugoslavije.

## Životopis
Rođen je 11. siječnja 1911. u Prugovcu kraj Đurđevca. Član SKOJ-a postao je još kao bjelovarski gimnazijalac. Nakon završene srednje škole radio je u poštanskim uredima u Slavonskom Brodu, Osijeku i Zagrebu. Bio je društveno angažiran u Udruženju poštanskih radnika Hrvatske. Organizirao je brojne ilegalne skojevske skupine po svim važnijim poštanskim centrima. Godine 1940., postao je član Komunističke partije Jugoslavije. Osnovao je i partijsku organizaciju na pošti i postao njen sekretar.
Neposredno pred sam rat, radio je na prihvatu španjolskih boraca i na prebacivanju ilegalnog partijskog materijala na relaciji Zagreb-Beograd, Zagreb-Split, Zagreb-Rijeka.

### Diverzija na Glavnoj pošti 1941.
Njegova partijska ćelija je u kolovozu 1941. godine, dobila zadatak od sekretara CK KPH Rade Končara da izvedu diverziju na telefonske uređaje u Glavnoj pošti u Zagrebu. Vilim Galjer i njegovi kolege iz pošte, Josip Čuljat, Slavko Markon i Nada Galjer prihvatili su da neposredno izvrše zadatak. Tako je 14. rujna 1941. izvršena velika divezija na telefonske uređaje u Glavnoj pošti u Jurišićevoj ulici. Nakon toga, bile su prekinute telefonske veze njemačkog Vrhovnog zapovjedništva sa svojim stožerima u SSSR-u, Rumunjskoj, Bugarskoj, Grčkoj i Beogradu. Popravak uređaja za međugradske veze i gradske telefonske centrale trajao je sedam mjeseci.

### Odlazak u partizane i pogibija
Nakon izvršene diverzije, Vilim Galjer je zajedno sa svojim drugovima, Josipom Čuljatom, Stavkom Markonom i Nadom Galjer, otišao u partizane na Kordun. Odmah po dolasku, bio je postavljen je za zapovjednika Druge čete Trećeg bataljona Drugog kordunaškog partizanskog odreda, koji se kretao po Kordunu.
Poginuo je 4. ožujka 1942. godine u borbi s ustaškim postrojbama kod sela Šturlić u blizini Slunja. Prije same pogibije bio je teško ranjen, ali se nastavio boriti sve do smrti.
Za narodnog heroja Jugoslavije proglašen je 27. studenog 1953. godine.